# Хелферскирхен
Хелферскирхен (њем. Helferskirchen) општина је у њемачкој савезној држави Рајна-Палатинат. Једно је од 192 општинска средишта округа Вестервалд. Према процјени из 2010. у општини је живјело 1.117 становника. Посједује регионалну шифру (AGS) 7143028.

## Географски и демографски подаци
Хелферскирхен се налази у савезној држави Рајна-Палатинат у округу Вестервалд. Општина се налази на надморској висини од 330 метара. Површина општине износи 5,0 km². У самом мјесту је, према процјени из 2010. године, живјело 1.117 становника. Просјечна густина становништва износи 223 становника/km².